# Martirio dei santi Faustino e Giovita
Il Martirio dei Santi Faustino e Giovita è un affresco (220x330 cm) di Giandomenico Tiepolo, databile al 1754-1755 e conservato sulla parete destra del presbiterio della chiesa dei Santi Faustino e Giovita a Brescia, nell'ambito del più esteso progetto riguardante la volta dove si trova invece l'Apoteosi dei santi Faustino, Giovita, Benedetto e Scolastica, punto focale dell'intera opera. 
L'affresco viene eseguito dal pittore in sostituzione dell'originario ciclo di pitture di Lattanzio Gambara perduto nell'incendio del coro della chiesa avvenuto nel 1743. L'opera, inoltre, fa da specchio all'Intervento dei santi patroni in difesa di Brescia assediata da Nicolò Piccinino, affrescato sulla parete opposta. Di non egregia esecuzione, il dipinto è da ascrivere a una mano ancora abbastanza inesperta in campo compositivo, benché l'autore si fosse già notevolmente formato a Würzburg assieme al padre. Il modello preparatorio dell'opera, forse attribuibile a Giambattista, confermerebbe anche in questo caso, come già per l'Apoteosi, il ricorso del figlio all'esperienza del padre per pianificare al meglio l'esecuzione, sebbene la qualità del risultato finale rimanga a livello medio.

## Descrizione e stile
La scena rappresenta il momento del martirio dei due santi titolari della chiesa, i Santi Faustino e Giovita, che morirono per decapitazione all'inizio del II secolo. Giandomenico raffigura qui il momento dell'esecuzione: sopra e attorno a un alto basamento, nella parte sinistra dell'affresco, è raccolto un gruppo di uomini che assiste all'imminente decapitazione di uno dei due santi, probabilmente Giovita. Dominano la scena il boia con la spada alzata e lo stendardo romano, recante la sigla SPQR. Spostandosi a destra, invece, si nota una scala a pioli che sale al basamento prima descritto e, alla sua base, l'altro santo, forse Faustino, inginocchiato e con le mani incatenate, in atteggiamento di preghiera. Fanno da sfondo altre aste cerimoniali romane, appartenenti evidentemente a un corteo del quale si possono scorgere i primi componenti dietro alla figura di Faustino. Più in alto campeggia invece una torre fortificata, dal quale un uomo è affacciato ad ammirare la scena, e un lungo perimetro murario, evidentemente le mura di Brescia: per localizzare la scena, pertanto, il Tiepolo si rifà alla tradizione che colloca il martirio dei due patroni fuori dalle mura della città, a sud, presso quello che diventerà il Cimitero dei Martiri (o lo era già, le ipotesi sono discordanti), dove oggi sorge la chiesa di Sant'Angela Merici.

## Critica e problemi di attribuzione

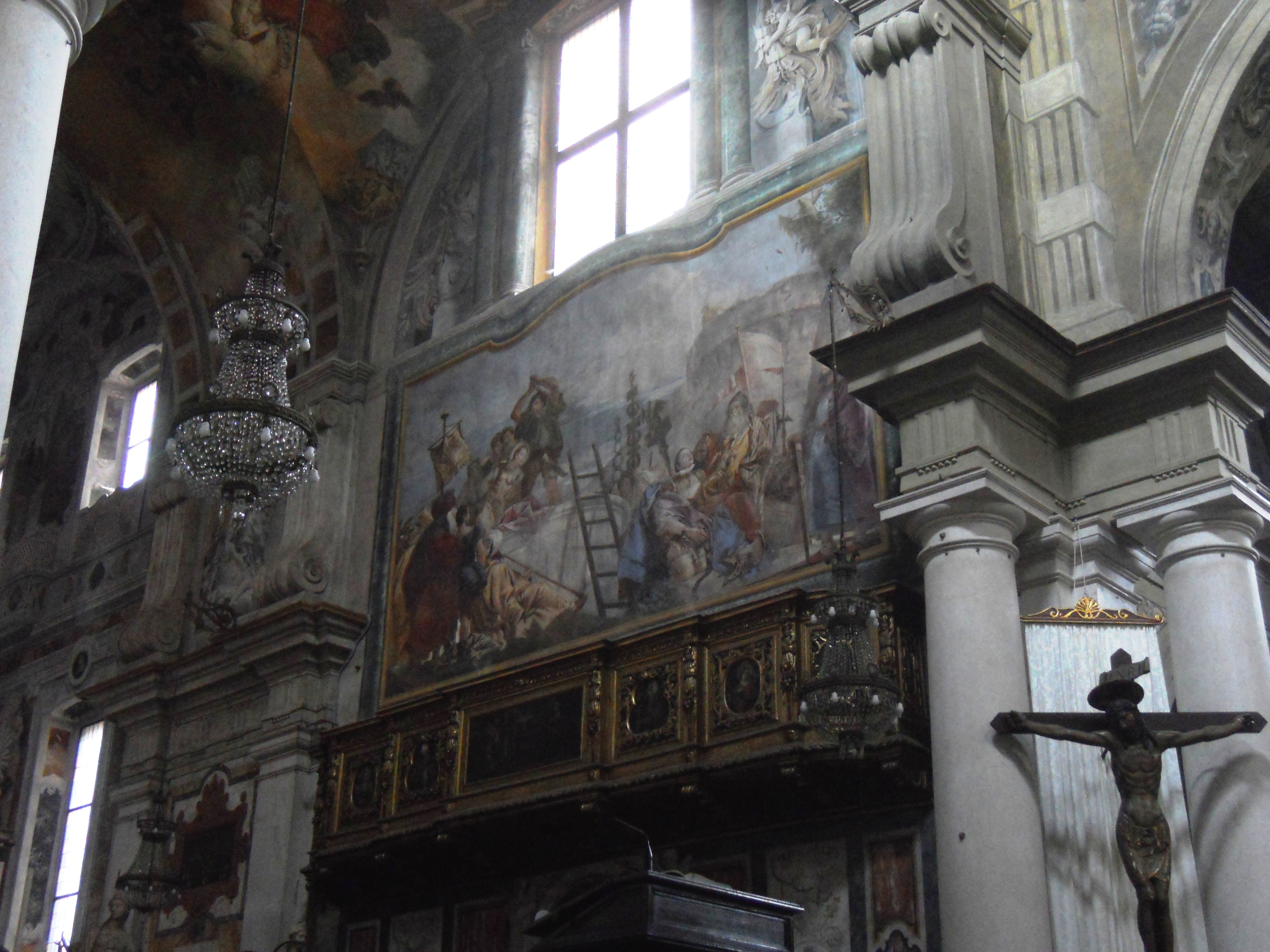
Vista dell'affresco dalla navata centrale

L'opera è solitamente vista molto slegata, priva di vibrazioni drammatiche. Anche il modelletto dell'opera, un tempo a Berlino e attualmente in collezione privata a Bergamo, è stato detto di fattura piuttosto mediocre da Antonio Morassi, mentre Eduard Sack lo riteneva eseguito sotto la direzione del padre. Quest'ultima ipotesi è stata rafforzata dai risultati del restauro condotto sul modelletto durante la seconda metà del Novecento, che ha fatto emergere una bellezza del colore e una grafia sottile molto diversi dal segno marcato e dai colori aciduli propri di Giandomenico. Se, pertanto, il modelletto fosse suo, si dovrebbe concludere che, anche in questa scena di non egregia esecuzione, il figlio abbia comunque fatto ricorso alle risorse paterne per l'impostazione di fondo dell'opera.
Come già più chiaramente delineato nel paragrafo al riguardo, nella voce sull'Apoteosi, circa l'opera di Giandomenico è nato, durante il Novecento, un lungo dibattito circa la corretta attribuzione del lavoro, che presenta numerose affinità con lo stile del padre Giambattista Tiepolo, nonché alcune maestrie compositive e prospettiche difficilmente ascrivibili alla pura inventiva del giovane Giandomenico. Il primo a porsi l'interrogativo se gli affreschi di San Faustino provenissero dalla mano di figlio o non piuttosto del padre è Alberto Riccoboni in uno studio del 1961, già comunque sull'onda di altri studiosi precedenti che, esaminando modelletti e disegni sparsi in musei e collezioni private, avevano ipotizzato quantomeno spunti e suggerimenti di Giambattista in soccorso del figlio. La scena del Martirio dei Santi Faustino e Giovita e, parallelamente, ma in misura minore, quella dell'Intervento, si sono rivelate i punti di partenza del dibattito, poiché su di esse non si sono mai manifestate discrepanze attributive fra i critici, tutti concordi nell'assegnare l'opera alla mano di Giandomenico. Potendola pertanto confrontare con l'affresco della volta, quest'ultimo, per contro, è caratterizzato da un tenore molto differente, rafforzando l'idea che alla base dell'opera potesse esserci l'intervento del padre. Per il procedere della questione, si veda il paragrafo al riguardo nella voce principale.

## Dettagli

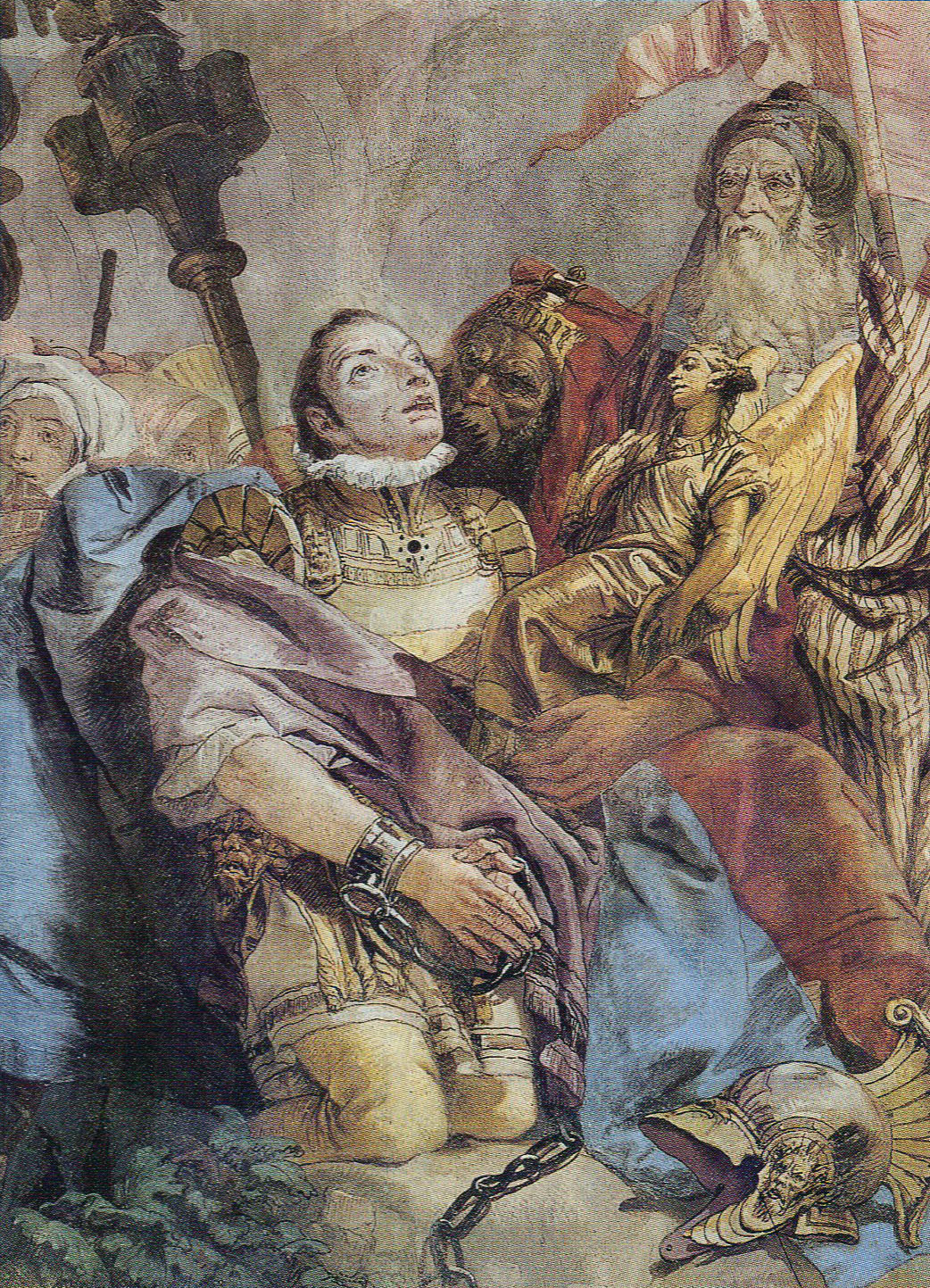
San Faustino
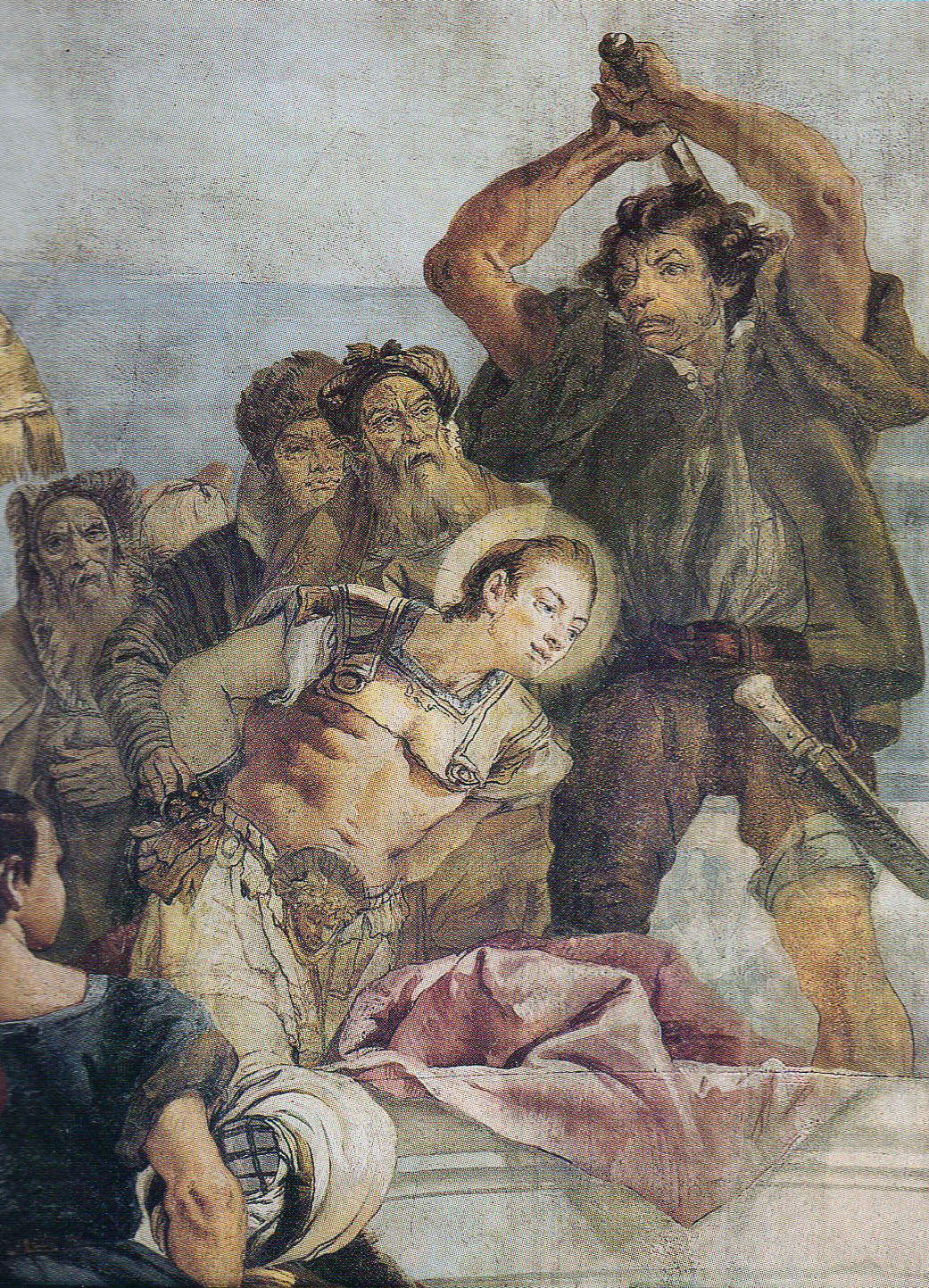
San Giovita